# Federación Internacional de Piragüismo
La Federación Internacional de Piragüismo o Federación Internacional de Canotaje (International Canoe Federation -ICF- en inglés) es la entidad que se dedica a regular las normas del piragüismo a nivel competitivo, así como de celebrar periódicamente competiciones y eventos en cada una de sus disciplinas.
Tiene su sede en la ciudad de Lausana (Suiza). Cuenta en 2016 con la afiliación de 165 federaciones nacionales de los cinco continentes. El presidente en funciones, desde el año 2008, es José Perurena López de España.

## Historia
Fue fundada el 19 de enero de 1924 en Copenhague, bajo el nombre de Representación Internacional de Canotaje (en alemán Internationale Repräsentantenschaft Kanusport, IRK) por las federaciones nacionales de Alemania, Austria, Dinamarca y Suecia con sede en Múnich. En 1946 se le cambió la denominación por la actual International Canoe Federation (en inglés), y desde 2006 tiene su sede en Lausana, Suiza.

## Disciplinas
La ICF reconoce oficialmente como disciplinas del piragüismo a las siguientes especialidades:
- Piragüismo en aguas tranquilas-Sprint
- Piragüismo en eslalon
- Paracanoe
- Descenso de aguas bravas
- Piragüismo en Ríos y Travesías
- Piragüismo en maratón
- Kayak-polo
- Kayak de Mar
- Kayak-Surf
- Piragüismo de estilo libre
- Rafting
- Barco-dragón

## Eventos
La ICF organiza anualmente muchas competiciones internacionales en cada una de sus disciplinas, entre las más importantes están las siguientes:
- Campeonato Mundial de Piragüismo en Aguas Tranquilas
- Campeonato Mundial de Piragüismo en Eslalon
- Campeonato Mundial de Piragüismo en Aguas Bravas
- Campeonato Mundial de Piragüismo en Maratón
- Campeonato Mundial de Piragüismo de Estilo Libre

## Organización
La estructura jerárquica de la federación está conformada por el presidente y los Vicepresidentes, el Congreso (efectuado cada dos años), el Comité Ejecutivo, el Consejo y once Comités Técnicos - uno para cada disciplina más un comité médico, un comité atlético y uno deportivo.

### Presidentes
| N.º | Periodo               | Nombre                   | País           |
| --- | --------------------- | ------------------------ | -------------- |
| 1   | 1924-1925 y 1928-1932 | Franz Reinicke           | Alemania       |
| 2   | 1925-1928             | Paul Wulff               | Dinamarca      |
| 3   | 1932-1945             | Max W. Eckert            | Alemania       |
| 4   | 1946-1950             | Jonas Asschier           | Suecia         |
| 5   | 1950-1954             | Harald Jespersen         | Dinamarca      |
| 6   | 1954-1960             | Karel Popel              | Checoslovaquia |
| 7   | 1960-1980             | Charles de Coquereaumont | Francia        |
| 8   | 1980-1998             | Sergio Orsi              | Italia         |
| 9   | 1998-2008             | Ulrich Feldhoff          | Alemania       |
| 10  | 2008-                 | José Perurena López      | España         |

### Organizaciones continentales
La ICF cuenta en 2016 con la afiliación de 165 federaciones nacionales repartidas en cinco organismos continentales:
| Nombre                                 | Siglas  | Sede                        | N.º de federaciones | Pág. web                                            |
| -------------------------------------- | ------- | --------------------------- | ------------------- | --------------------------------------------------- |
| Confederación Africana de Piragüismo   | (CAC)   | Pietermaritzburg, Sudáfrica | 36                  |                                                     |
| Confederación Panamericana de Canotaje | (COPAC) | Miami, Estados Unidos       | 33                  |                                                     |
| Confederación Asiática de Piragüismo   | (ACC)   | Teherán, Irán               | 37                  | Archivado el 17 de mayo de 2014 en Wayback Machine. |
| Asociación Europea de Piragüismo       | (ECA)   | Zagreb, Croacia             | 46                  |                                                     |
| Federación de Piragüismo de Oceanía    | (OCF)   | —                           | 13                  |                                                     |

### Federaciones nacionales
| África (CAC) | América (COPAC) | Asia (ACC) | Europa (ECA) | Oceanía (OCF) |
| --- | --- | --- | --- | --- |
| Argelia · Angola · Burundi · Burkina Faso · Camerún · Costa de Marfil · Egipto · Eritrea · Etiopía · Ghana · Guinea-Bisáu · Guinea Ecuatorial · Kenia · Liberia · Marruecos · Malaui · Mozambique · Namibia · Nigeria · Santo Tomé y Príncipe · Senegal · Seychelles · Somalia · Sudáfrica · Sudán · Togo · Túnez · Uganda · Zambia | Antigua y Barbuda · Antillas Neerlandesas · Argentina ( Archivado el 3 de junio de 2018 en Wayback Machine.) · Aruba · Bolivia · Brasil · Canadá · Chile () · Colombia · Costa Rica () · Cuba · República Dominicana · El Salvador · Ecuador () · Estados Unidos () · Guatemala · Guyana · Honduras · Islas Vírgenes Británicas · México () · Nicaragua · Panamá · Paraguay · Perú · Puerto Rico () · San Vicente y las Granadinas · Surinam · Trinidad y Tobago · Uruguay · Venezuela | Afganistán · Brunéi · Bután · Camboya · China · Corea del Sur · Corea del Norte · Emiratos Árabes Unidos · Filipinas · Hong Kong · India · Indonesia · Irán · Irak · Japón · Kazajistán · Kirguistán · Laos · Líbano · Macao · Malasia · Mongolia · Birmania · Nepal · Pakistán · Palestina · Catar · Singapur · Sri Lanka · Tailandia · China Taipéi · Tayikistán · Timor Oriental · Turkmenistán · Uzbekistán · Vietnam | Albania · Alemania · Andorra · Armenia · Austria · Azerbaiyán · Bélgica · Bielorrusia · Bosnia y Herzegovina · Bulgaria · Chipre · Croacia · Dinamarca · Eslovaquia · Eslovenia · España () · Estonia · Finlandia · Francia · Georgia · Grecia · Hungría · Irlanda · Israel · Italia · Letonia · Lituania · Luxemburgo · Macedonia del Norte · Malta · Moldavia · Montenegro · Noruega · Países Bajos · Polonia · Portugal · Reino Unido · República Checa · Rumania · Rusia · Serbia · Suecia · Suiza · Turquía · Ucrania | Australia Islas Cook Guam Kiribati Nueva Zelanda Palaos Papúa Nueva Guinea Polinesia Francesa Samoa Samoa Americana Tonga Vanuatu |